# Lefever Arms Company
A Lefever Arms Company (1883–1916) era um fabricante de armas em Syracuse, Nova York, fundada por Daniel LeFever.

## Visão geral
Daniel LeFever estava no negócio de produção de armas, desde 1861, quando juntamente com James Ellis, fundaram a "Lefever and Ellis". Suas armas adquiriram fama de alta qualidade e precisão, chegando a fornecer armas para uma compania de atiradores de elite de Rochester, Nova York durante a Guerra Civil Americana.
Dapois de várias associações e mudanças, a Lefever Arms Company foi criada em 1883 e permaneceu no negócio de fabricação de armas até 1916, quando se fundiu com a Ithaca Gun Company em Ithaca, Nova York, que continuou a produção com a marca "Lefever" até 1921.
Em 1912, a empresa se aventurou na fabricação de transmissões e eixos de transferência para vagões motorizados. Esta subsidiária foi fundida com a Durston Gear Company em 1916.

## Anúncios
|  |  |  |  |